# Улица Гагарина (Нефтеюганск)
Улица Гагарина — старейшая улица в Нефтеюганске. Появилась в 1961 году.

## История
Улица начала формироваться в 1961 году ещё до получения будущим Нефтеюганском статуса города. Тогда на пристань Оби прибыли первые геологи и строители. На небольшом пригодном для строительства участке между болотом и тайгой начали сборку домов.

## Достопримечательности
На улице сосредоточен ряд значимых для города учреждений: дворец культуры, историко-архитектурный комплекс «Усть-Балык», спортивный комплекс «Жемчужина Югры», библиотека, на углу улицы Ленина и Гагарина расположен культурный центр «Обь».

### Православные храмы
Между улицами Гагарина, Филимонова и Набережной расположено три храма: храм в честь Всех Святых, крестильный храм Почаевской иконы Божией Матери, храм во имя святого великомученика и целителя Пантелеимона.

### Скульптурные сооружения
- «Медведь»;
- «Пётр и Феврония»;
- «Жар-птица»;
- «Верным сынам Отечества» — мемориальный комплекс, расположенный на участке между улицами Гагарина и Нефтяников. Открыт 1 мая 2010 года[1].

### «Ротонда»
На территории историко-архитектурного комплекса между Набережной и улицей Гагарина расположена «Ротонда», архитектурный объект, в центре которого находится чугунный барельеф «Роза ветров» с координатами Нефтеюганска и названием города.

## Праздник улицы
В честь улицы Гагарина в Нефтеюганске ежегодно организуют мероприятие «Праздник первой улицы».